# 장성역
장성역(Jangseong station, 長城驛)은 전라남도 장성군 장성읍 영천리에 위치한 호남선의 철도역이다. 경전선, 호남선, 광주선으로 운행하는 여객 열차들의 실질적인 분기역이다.

## 역사
- 1914년 1월 11일 : 보통역으로 영업 개시[2]
- 1950년 7월 18일 : 한국전쟁으로 역사가 소실
- 1957년 7월 29일 : 역사 복구
- 1965년 12월 30일 : 역사 신축
- 1972년 12월 21일 : 사무관역으로 승격
- 1973년 2월 18일 : 고려시멘트 전용선 부설
- 1977년 11월 1일 : 3급을류 역으로 승격[3]
- 2004년 4월 1일 : KTX 운행 개시
- 2006년 5월 1일 : 소화물취급 중지
- 2015년 4월 2일 : 호남고속철도 개통 관계로 KTX 운행 폐지
- 2016년 12월 9일 : 누리로 운행개시
- 2017년 12월 18일 : 화물 취급 중지[4]
- 2019년 9월 16일 : 서대전 경유 KTX열차 김제역과 함께 운행 재개
- 2020년 3월 1일 : 누리로 운행 종료
- 2020년 3월 2일 : 태백선 누리로 운행으로 호남선 1421, 1424, 1425,1426열차는 무궁화호로 변경 운행 개시
- 2023년 9월 1일 : ITX-마음 운행 개시

## 승강장
| ↑백양사                           |
| ５４ \| ３２ \|                   |
| 광주송정(호남선)↓/극락강(광주선)↓ |

| 2 | 호남선 | ITX-새마을 · ITX-마음 · 무궁화호 · KTX | (KTX) 목포 방면  |
| 3 | 호남선 | ITX-새마을 · ITX-마음 · 무궁화호 · KTX | 광주 · 목포 방면 |
| 4 | 호남선 | ITX-새마을 · ITX-마음 · 무궁화호 · KTX | 정읍 · 용산 방면 |
| 5 | 호남선 | ITX-새마을 · ITX-마음 · 무궁화호 · KTX | (KTX) 용산 방면  |

## 장성역 KTX 재정차
장성역은 김제역과 마찬가지로 호남고속선 개통 전까지 KTX가 꾸준히 다녔었던 역이다. 하지만 호남고속선 개통 이후 더 이상 정차하지 않게 되자 주변 상권이 침체되었고 김제시와 함께 반발하면서 정차 요구를 꾸준히 해 왔었다. 2019년 9월 16일 코레일이 추석 연휴가 끝난 다음날부터 서대전 경유 열차 왕복 4회 운행을 재개하겠다고 하였다.

### 장성역 정차 KTX 열차번호
상행: #472, #482
하행: #475, #481

## 인접한 역
| 호남선 (KTX)                            | 호남선 (KTX)                  | 호남선 (KTX)       |
| --------------------------------------- | ----------------------------- | ------------------ |
| 정읍 서울 방면                          | KTX 호남선 서대전 · 김제 경유 | 광주송정 목포 방면 |
| 호남선                                  |                               |                    |
| 정읍 용산 방면                          | ITX-새마을 · ITX-마음 호남선  | 광주송정 목포 방면 |
| 백양사 용산 방면                        | 무궁화호 호남선               | 광주송정 목포 방면 |
| 호남선 · 북송정삼각선 · 경전선 · 광주선 |                               |                    |
| 백양사 용산 방면                        | ITX-새마을 호남선             | 광주 방면          |
| 백양사 용산 방면                        | 무궁화호 호남선               | 극락강 광주 방면   |

## 주해
1. ↑  노선상 분기 지점은 북송정역이다.
2. ↑  조선총독부관보 고시 제121호, 1913년 12월 26일.
3. ↑  순천지방철도청공고 제8호, 1977년 11월 2일.
4. ↑  국토교통부고시 제2017-839호, 2017년 12월 18일.